# San Pietro a Maida
San Pietro a Maida er en by i Calabrien, Italien med 3.772 (2023) indbyggere.